# Heartbreakers
Heartbreakers är en amerikansk romantisk komedifilm från 2001 i regi av David Mirkin.
Filmen hade biopremiär i Sverige den 8 juni och släpptes på DVD den 28 november 2001 i Sverige. Filmen är tillåten från 7 år. Sigourney Weaver nominerades till en Golden Satellite Award sin rolltolkning.

## Handling
Filmen handlar om en mor, Max Conners (Sigourney Weaver), och hennes dotter, Page (Jennifer Love Hewitt). De försörjer sig på att bedra rika män. Deras tillvägagångssätt är att Max gifter sig med en utvald man, men på bröllopsnatten då mannen är ute efter älskog somnar hon. I hans närhet finns Max dotter, och hon förför mannen. Vanligtvis upptäcker modern dem tillsammans och begär skilsmässa med ett stort skadestånd. Men nu vill Page vara den som gifter sig, och de tänker välja ut en man som är rikare än de någonsin prövat på tidigare.

## Rollista
- Sigourney Weaver – Max Conners
- Jennifer Love Hewitt – Page Conners
- Ray Liotta – Dean Cumanno
- Jason Lee – Jack Withrowe
- Anne Bancroft – Gloria Vogal / Barbara
- Jeffrey Jones – Mr. Appel
- Gene Hackman – William B. Tensy
- Nora Dunn – Miss Madress
- Julio Oscar Mechoso – Leo
- Ricky Jay – Dawsons auktionsförrättare
- Sarah Silverman – Linda
- Zach Galifianakis – Bill
- Michael Hitchcock – Dr. Arnold Davis
- Carrie Fisher – Ms. Surpin
- Elya Baskin – Vladimir
- Kevin Nealon – Man i baren
- David Mirkin – Jacks advokat